# Aleiodes oryzaetora
Aleiodes oryzaetora är en stekelart som beskrevs av He och Chen 1988. Aleiodes oryzaetora ingår i släktet Aleiodes och familjen bracksteklar. Inga underarter finns listade i Catalogue of Life.